# صفر (فیلم ۲۰۲۴)
صفر (به انگلیسی: Zero) یک فیلم کمدی اکشن آمریکایی محصول سال ۲۰۲۴ به نویسندگی و کارگردانی ژان لوک هربولوت با بازی چون هاس میلر، کم مک‌هارگ، گری دوردان، راجر سالاه، موران روزنبلات و ویلم دفو است.
این فیلم برای اولین بار در جشنواره فیلم سیتخس در ۱۰ اکتبر ۲۰۲۴ به نمایش درآمد و در ۱۱ آوریل ۲۰۲۵ در ایالات متحده منتشر شد.

## خلاصه داستان
دو غریبه آمریکایی که به دنبال هدفی در شهر داکار، سنگال هستند، با بمب‌هایی که به سینه‌شان بسته شده از خواب بیدار می‌شوند و از ده ساعت شمارش معکوس می‌کنند.

## بازخوردها
در وب‌سایت جمع‌آوری نقد راتن تومیتوز از نظرات ۱۲ منتقد، با میانگین امتیاز ۵٫۸ از ۱۰ مثبت است.